# Seydou Madani Sy
Pour les articles homonymes, voir Sy.
Seydou Madani Sy est un juriste et homme politique sénégalais né le 16 novembre 1933 à Dakar.

## Biographie
Seydou Madani Sy est né le 16 novembre 1933 à Dakar, au Sénégal.
Archiviste paléographe (promotion 1961), il passe aux universités de Caen et de Paris, puis obtient un doctorat en droit à l'université de Dakar en 1964 et l'agrégation de droit public en 1966.

### Parcours
Enseignant le droit public à l'université de Dakar, il devient doyen de la Faculté de droit et des sciences économiques de cet établissement de 1968 à 1971. Puis, à la demande de Léopold Sédar Senghor, il en fut le premier recteur sénégalais de 1971 à 1986,.
Par la suite en 1986, il quitta le monde universitaire pour travailler au sein du gouvernement sénégalais en tant que ministre de la Justice et Garde des Sceaux de 1986 à 1989. Durant cette année, il participa au premier Sommet de la francophonie à Versailles. L'année suivante, il fut ministre conseiller spécial aux côtés d'Abdou Diouf. La même année, il devint ambassadeur de la République du Sénégal au Royaume-Uni jusqu'en 1993. Puis il revint au Sénégal pour occuper à nouveau le poste de ministre conseiller spécial auprès d'Abdou Diouf jusqu'en 1997. Enfin, il devint médiateur de la République du Sénégal de 1997 à 2003.
Seydou Madani Sy est membre correspondant de l'Académie nationale des sciences et techniques du Sénégal depuis 2010. Il est aussi membre correspondant des académies des sciences, belles-lettres et arts de Bordeaux depuis 1978 et de l'Académie des sciences d'outre-mer depuis 2010.
Au cours de sa carrière, il publie différents ouvrages sur le droit constitutionnel sénégalais et milite activement pour la place de la Francophonie au sein de la mondialisation. Ayant pris sa retraite, il concentre désormais ses recherches sur les sciences politiques ainsi que sur la période de la colonisation du Sénégal et du Soudan français.

## Ouvrages
- Recherches sur l'exercice du pouvoir politique en Afrique noire : Côte-d'Ivoire, Guinée, Mali (thèse de doctorat en droit remaniée), Paris, Pedone, coll. « Collection du Centre de recherches, d'études et de documentation sur les institutions et la législation africaines » (no 7), 1965, 231 p. (BNF 33186830)
- Les Régimes politiques sénégalais, de l'indépendance à l'alternance politique : 1960-2008, Yaoundé-Paris, IROKO-Dakar-Étoile-CREPOS, coll. « Hommes et Sociétés », 2009, 369 p. (ISBN 978-2-8111-0098-8, BNF 42001164, lire en ligne)
- Le Capitaine Mamadou Racine Sy (1838-1902) : une figure sénégalaise au temps des Tirailleurs, Paris, Karthala, 2014, 181 + 16 (ISBN 978-2-8111-1186-1, BNF 43844114, lire en ligne)

### Préfaces
- Bernard Durand, Droit musulman, droit successoral, Paris, Litec, 1991, XII + 432 (ISBN 2-7111-2026-0, BNF 35481772)

## Décorations
- Officier des Arts et Lettres[4]
- Commandeur des Palmes académiques[4]
- Commandeur de la Légion d'honneur[4]